# سانتوريني

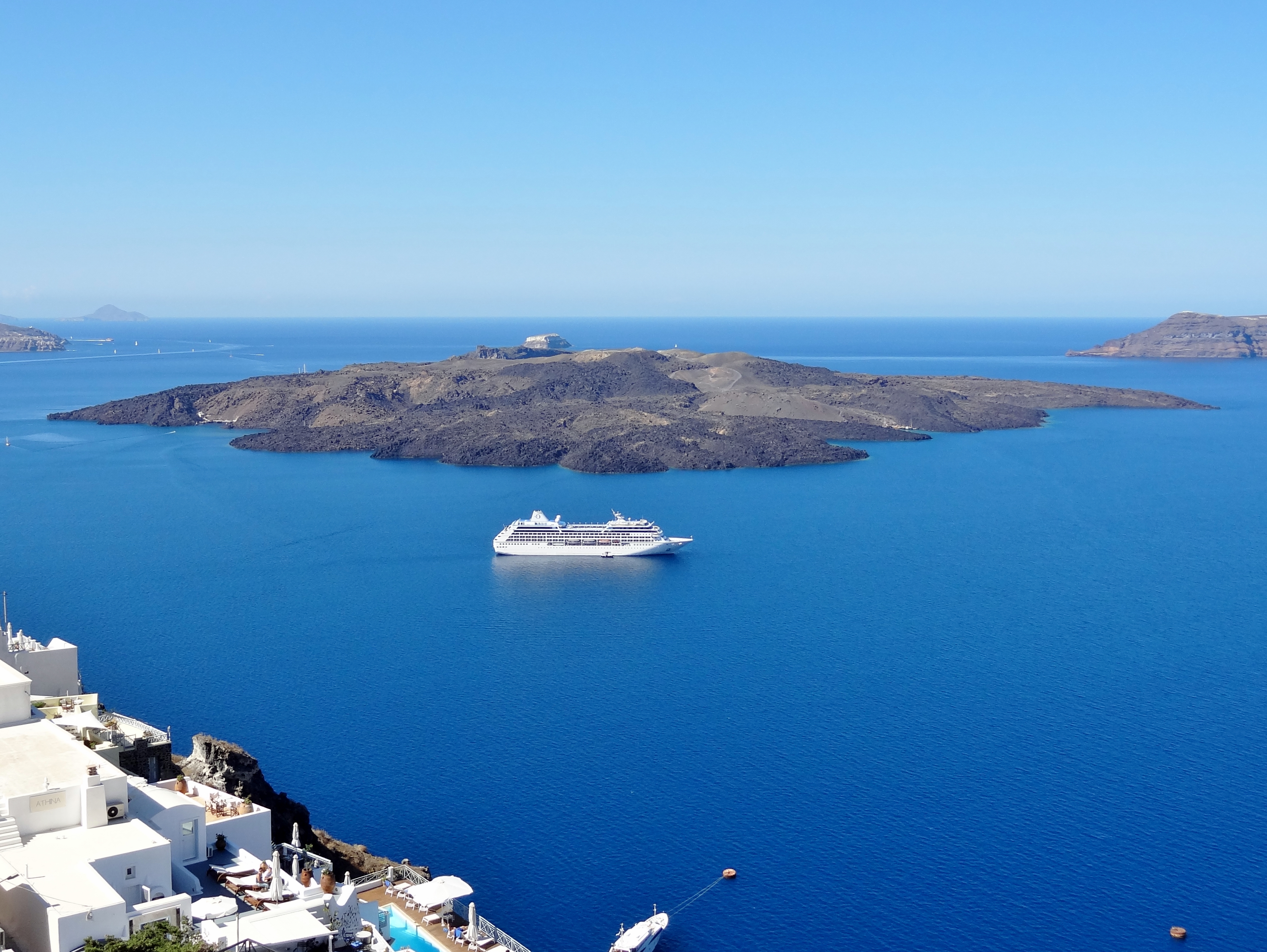
منظر من "ثيرا".

سانتوريني (باليونانية: Σαντορίνη) ورسمياً تُسمى ثيرا هي جزيرة في جنوب بحر إيجة في أرخبيل كيكلاديس. على بُعد 200 كم جنوب شرق اليونان. يبلغ عدد سكانها حوالي 13,670 نسمة.

## الجيولوجيا
تعد جزر سيكلاديز جزءًا من مجمع متحولة يُعرف باسم Cycladic Massif. تشكل المجمع خلال العصر الميوسيني وتم طيه وتحويله خلال تكون جبال الألب قبل حوالي 60 مليون سنة. تم بناء ثيرا على قبو صغير غير بركاني يمثل الجزيرة غير البركانية السابقة ، والتي كانت مساحتها حوالي 9 × 6 كم (5.6 × 3.7 ميل). تتكون صخور القاعدة بشكل أساسي من الحجر الجيري والشست المتحولة ، والتي يعود تاريخها إلى تكون جبال الألب. يتم الكشف عن هذه الصخور غير البركانية في العديد من المناطق الأخرى في اليونان ، مثل إلياز Ilias و ميسا فونو ، وبيرغوس ، وكاب بلاكا .
الطبقة المتحولة هي سحنات زرقاء ناتجة عن التشوه التكتوني عن طريق انغماس الصفيحة الإفريقية تحت الصفيحة الأوراسية. حدث تخلل بين أوليجوسين والميوسين ، وتمثل الطبقة المتحولة أقصى مدى جنوبي للحزام الأزرق السيكلادي.

### البركانية
البراكين في سانتوريني ترجع إلى منطقة الاندساس الهيلينية جنوب غرب جزيرة كريت. تتعرض القشرة المحيطية للحافة الشمالية للصفيحة الإفريقية إلى الانحدار تحت اليونان وبحر إيجة ، وهو قشرة قارية ضعيفة. يجبر الاندساس على تكوين القوس الهيليني ، والذي يشمل سانتوريني ومراكز بركانية أخرى ، مثل ميثانا وميلوس وكوس.
منظر جوي ثلاثي الأبعاد CGI لجزيرة سانتوريني
الحفر البركانية في سانتوريني (صورة 2011)
كانت الجزيرة نتيجة لتسلسل متكرر لبناء بركان الدرع متبوعًا بانهيار كالديرا. الساحل الداخلي حول كالديرا هو منحدر شديد الانحدار يزيد عن 300 متر (980 قدمًا) في أعلى مستوياته ، ويعرض الطبقات المختلفة من الحمم الصلبة فوق بعضها البعض ، والمدن الرئيسية مبنية على القمة. ثم تنحدر الأرض للخارج وللأسفل باتجاه المحيط الخارجي ، وتكون الشواطئ الخارجية ناعمة وضحلة. يعتمد لون رمال الشاطئ على الطبقة الجيولوجية المكشوفة ؛ توجد شواطئ بها رمال أو حصى مكونة من حمم صلبة بألوان مختلفة: مثل الشاطئ الأحمر والشاطئ الأسود والشاطئ الأبيض. تكون المياه في الشواطئ ذات الألوان الداكنة أكثر دفئًا بشكل ملحوظ لأن الحمم تعمل كممتص للحرارة.
تضم منطقة سانتوريني مجموعة من الجزر التي أنشأتها البراكين ، والتي تمتد عبر ثيرا ، وتيراسيا ، وأسبرويسي ، وباليا ، ونيا كاميني.
فيرا من جزيرة نيا كاميني البركانية
اندلع انفجار سانتوريني عدة مرات بدرجات متفاوتة من الانفجار. كان هناك ما لا يقل عن اثني عشر انفجارًا كبيرًا ، منها أربعة على الأقل كانت تشكل كالديرا. أشهر ثوران بركاني هو ثوران مينوان المفصل أدناه. تتراوح المنتجات البركانية من البازلت إلى الريوليت ، وترتبط المنتجات الريوليتية بأكثر الانفجارات انفجارًا.
كانت أولى الانفجارات البركانية ، وكثير منها عبارة عن غواصات ، في شبه جزيرة أكروتيري ، ونشطت بين 650.000 و 550.000 سنة مضت. وهي متميزة جيوكيميائيًا عن البراكين اللاحقة ، لأنها تحتوي على أمفيبول.

Three-dimensional CGI aerial spinning view of Santorini island

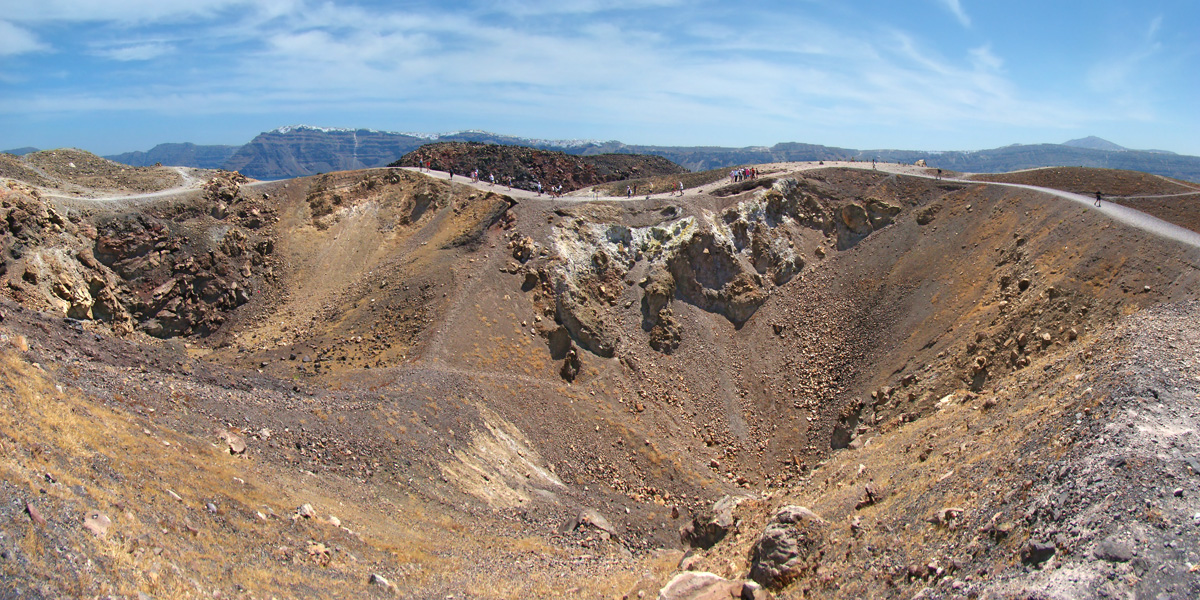
Volcanic craters at Santorini (2011 photo)

على مدار الـ 360.000 سنة الماضية ، كانت هناك دورتان رئيسيتان ، بلغت كل منهما ذروتها بثورتين بركانيتين تشكلان كالديرا. تنتهي الدورات عندما تتطور الصهارة إلى تركيبة ريوليتية ، مما يتسبب في الانفجارات الأكثر انفجارًا. بين الانفجارات المكونة للكالديرا هي سلسلة من الدورات الفرعية. [43] تدفقات الحمم البركانية والانفجارات البركانية الصغيرة تكوّن أقماعًا يُعتقد أنها تعيق تدفق الصهارة إلى السطح. يسمح هذا بتكوين حجرات الصهارة الكبيرة ، والتي يمكن أن تتطور فيها الصهارة إلى المزيد من التراكيب السيليكية. بمجرد حدوث ذلك ، انفجار كبير يدمر المخروط. تعد جزر كاميني في وسط البحيرة أحدث مثال على المخروط الذي بناه هذا البركان ، والكثير منها مخفي تحت الماء

## السياحة
أدى توسع السياحة في السنوات الأخيرة إلى نمو الاقتصاد والسكان. صُنفت سانتوريني كأفضل جزيرة في العالم من قبل العديد من المجلات ومواقع السفر ، بما في ذلك مجلة Travel + Leisure ،  بي بي سي ،  بالإضافة إلى يو إس نيوز. ما يقدر بنحو 2 مليون سائح يزورون سنويا. في السنوات الأخيرة ، ركزت سانتوريني على التنمية المستدامة والترويج لأشكال خاصة من السياحة ، وتنظيم الأحداث الكبرى مثل المؤتمرات والأنشطة الرياضية.
تم إغلاق محاجر الخفاف بالجزيرة منذ عام 1986 ، من أجل الحفاظ على كالديرا. في عام 2007 ، جنحت السفينة السياحية MS Sea Diamond وغرقت داخل كالديرا. اعتبارًا من عام 2019 ، تعد سانتوريني نقطة جذب خاصة للأزواج الآسيويين الذين يأتون إلى سانتوريني لالتقاط صور ما قبل الزفاف على خلفية المناظر الطبيعية للجزي

## ثوران مينوان
خلال العصر البرونزي ، كانت سانتوريني موقعًا لثوران مينوان ، أحد أكبر الانفجارات البركانية في تاريخ البشرية. تمركز هذا الانفجار العنيف على جزيرة صغيرة شمال جزيرة نيا كاميني الموجودة في وسط كالديرا. تشكلت الكالديرا نفسها منذ عدة مئات الآلاف من السنين بسبب انهيار مركز جزيرة دائرية ، بسبب تفريغ حجرة الصهارة أثناء ثوران البركان. لقد تم ملؤها عدة مرات بواسطة ignimbrite منذ ذلك الحين ، وتكررت العملية نفسها ، آخرها منذ 21000 عام. تمت إعادة ملء الجزء الشمالي من كالديرا بواسطة البركان ، ثم انهار مرة أخرى خلال ثوران مينوان. قبل ثوران مينوان ، شكلت كالديرا حلقة مستمرة تقريبًا مع المدخل الوحيد بين جزيرة أسبرونيسي الصغيرة وتيرا. دمر الثوران مقاطع الحلقة بين Aspronisi و Therasia ، وبين Therasia و Thera ، مما أدى إلى إنشاء قناتين جديدتين.
في سانتوريني ، تم العثور على رواسب من التيفرا البيضاء التي تم إلقاؤها من الثوران بسمك يصل إلى 60 مترًا (200 قدم) ، وتغطي التربة مما يشير إلى مستوى الأرض قبل الانفجار ، وتشكل طبقة مقسمة إلى ثلاثة نطاقات متميزة إلى حد ما تشير إلى مراحل مختلفة من الانفجار. كشفت الاكتشافات الأثرية في عام 2006 من قبل فريق من العلماء الدوليين أن حدث سانتوريني كان أكبر بكثير مما كان يعتقد سابقًا ؛ طردت 61 كيلومتر مكعب (15 متر مكعب) من الصهارة والصخور في الغلاف الجوي للأرض ، مقارنة بالتقديرات السابقة البالغة 39 كيلومتر مكعب فقط (9.4 متر مكعب) في عام 1991 ، [45] [46] [أفضل مصدر مطلوب] ينتج ما يقدر بـ 100 كيلومتر مكعب (24 متر مكعب) من التيفرا. فقط ثوران بركان جبل تامبورا عام 1815 ، وثوران بركان تاوبو عام 181 ميلاديًا ، وربما ثوران جبل بايكدو عام 946 ميلاديًا ، أطلقوا المزيد من المواد في الغلاف الجوي خلال الخمسة آلاف سنة الماضية.

## المناخ

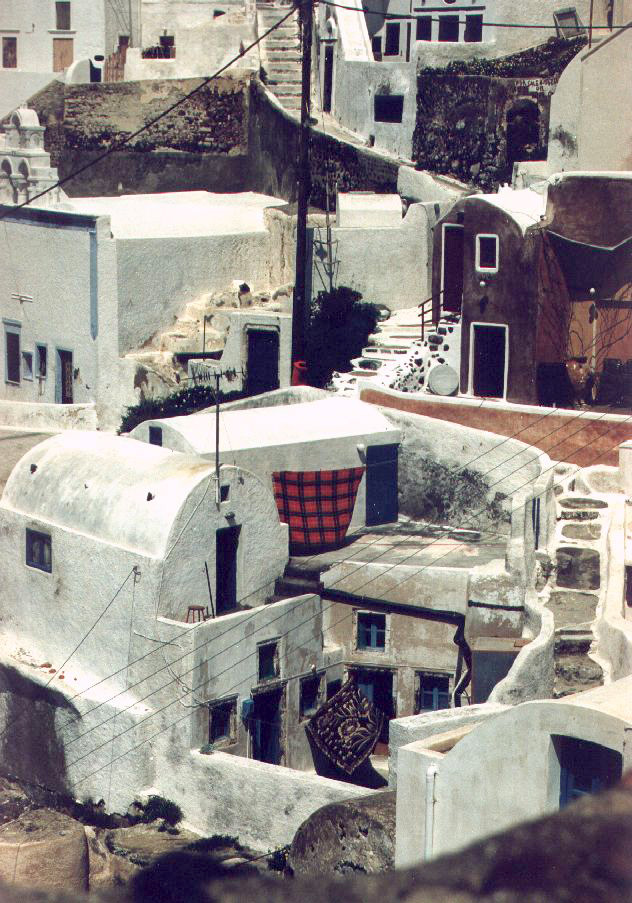
بلدة أويا ، 1997

تتمتع سانتوريني (مثل جزر سيكلاديز بشكل عام) بأكثر ساعات من أشعة الشمس في اليونان. خلال أشهر الصيف من يونيو إلى سبتمبر ، لا يكاد يكون هناك أكثر من يوم ممطر في الشهر. يتراوح متوسط درجات الحرارة اليومية في أغسطس إلى 29 درجة مئوية ، وتبلغ درجات حرارة المياه ذروتها عند 25 درجة مئوية أيضًا في أغسطس. يقع  موسم الأمطار الرئيسي بين ديسمبر وفبراير بمتوسط تسعة أيام ممطرة في الشهر. تنخفض درجات حرارة الهواء إلى 11 درجة مئوية في المتوسط خلال هذه الفترة.

## لمحة تاريخية
وقد اختفى جزء من الجزيرة بسبب بركان قبل 3600 سنة تقريبا والذي يعتقد أنه دمر الحضارة المينوسية.[بحاجة لمصدر] بسبب الجفاف الذي حصل بها هاجر سكانها إلى المرج القديمة في ليبيا وأسسو عدة مستوطنات هناك منها المدن الخمس (بنتابوليس).[بحاجة لمصدر]

## انظر أيضا

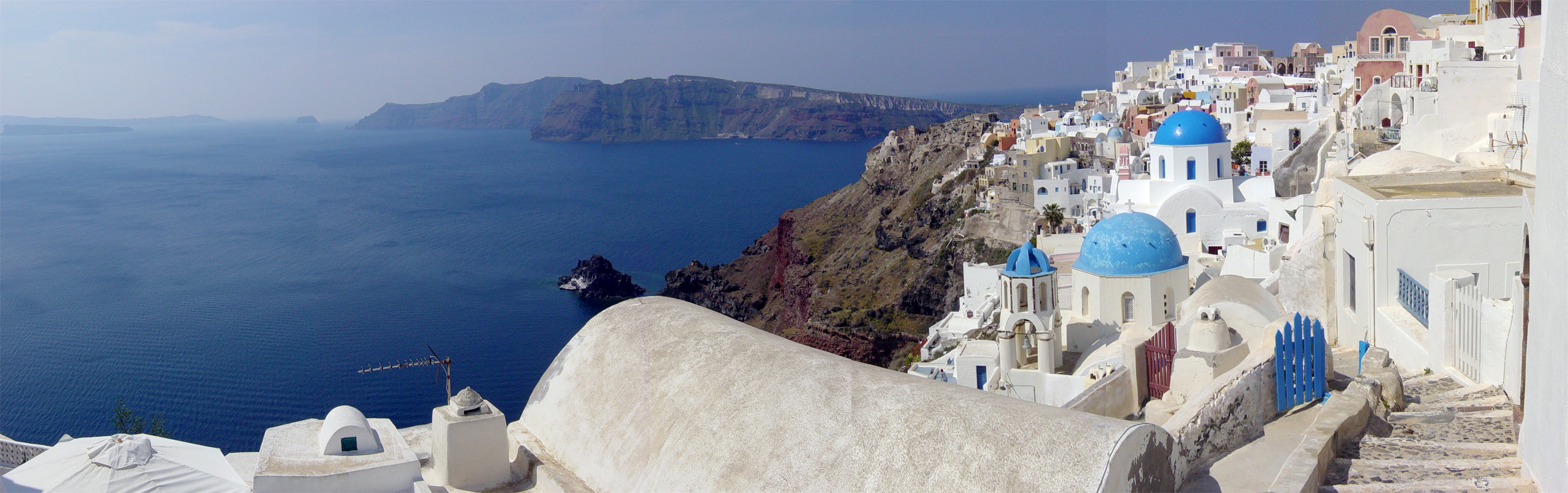
Panoramic view of the Santorini caldera, taken from Oia

## أعلام
- كاي فرنك

## قراءة إضافية
- Bond، A.؛ Sparks، R. S. J. (1976). "The Minoan eruption of Santorini, Greece". Journal of the Geological Society. ج. 132: 1. DOI:10.1144/gsjgs.132.1.0001.
- Doumas, C. (1983). Thera: Pompeii of the ancient Aegean. London: Thames and Hudson.
- Pichler, H. and Friedrich, W.L. (1980). "Mechanism of the Minoan eruption of Santorini". Doumas, C. Papers and Proceedings of the Second International Scientific Congress on Thera and the Aegean World II.

## وصلات خارجية
- TheraFoundation.org, The Eruption of Thera: Date and Implications
- Santorini.gr, Thira (Santorini) Municipality Official WebSite
- NewAdvent.org, Thera (Santorin) - Catholic Encyclopedia article
- Volcano.SI.edu, Global Volcanism Program: Santorini
- URI.edu, Santorini Eruption much larger than previously thought
- YourGreekNews.com, Professor Doumas of University of Athens Discusses the Archaeological Significance of Thera - Video Interview